# ルーラ・ペナ
ルーラ・ペナ（Lula Pena, 1974年5月15日 - ）
は、ポルトガルリスボン生まれのファド歌手、作曲家、詩人。
ワールドミュージックのジャンルで注目を集めている。

## 来歴
2014年10月のワールドミュージック・エキスポに参加し、
「WOMEX 14 Official Showcase Selection」の１つとしてステージを行った。

## ディスコグラフィー
- Phados (1998)
- Troubadour (2010)